# Teorema de Mann-Wald
Em teoria das probabilidades, o teorema de Mann–Wald ou teorema do mapeamento contínuo afirma que funções contínuas preservam os limites mesmo se seus argumentos forem sequências de variáveis aleatórias. Uma função contínua, na definição do matemático alemão Eduard Heine, é uma função que mapeia sequências convergentes em sequências convergentes: se {\displaystyle x_{n}\rightarrow x}, então {\displaystyle g(x_{n})\rightarrow g(x)}. O teorema de Mann–Wald afirma que isto também será verdadeiro se substituirmos a sequência determinística {\displaystyle \{x_{n}\}} por uma sequência de variáveis aleatórias {\displaystyle \{X_{n}\}} e substituirmos a noção padrão de convergência de números reais ({\displaystyle \rightarrow }) por um dos tipos de convergência de variáveis aleatórias. O teorema recebe este nome em homenagem ao matemático norte-americano Henry Mann e ao matemático romeno Abraham Wald, que o provaram pela primeira vez em 1943.

## Demonstração
Considere {\displaystyle \{X_{n}\},X} elementos aleatórios definidos em um espaço métrico {\displaystyle S}. Suponha uma função {\displaystyle g:S\rightarrow S'} (em que {\displaystyle S'} é outro espaço métrico) que tem o conjunto de pontos de descontinuidade {\displaystyle D_{g}} tal que {\displaystyle \Pr[X\in D_{g}]=0}. Então,
1. {\displaystyle X_{n}{\xrightarrow {d}}X\quad \Rightarrow \quad g(X_{n}){\xrightarrow {d}}g(X);}
2. {\displaystyle X_{n}{\xrightarrow {p}}X\quad \Rightarrow \quad g(X_{n}){\xrightarrow {p}}g(X);}
3. {\displaystyle X_{n}{\xrightarrow {q.c.}}X\quad \Rightarrow \quad g(X_{n}){\xrightarrow {q.c.}}g(X).}

## Prova
Espaços {\displaystyle S} e {\displaystyle S'} estão equipados com certas métricas. Para simplificar, denotaremos ambas as métricas usando a notação {\displaystyle |x-y|}, ainda que as métricas possam ser arbitrárias e não necessariamente euclidianas.

### Convergência em distribuição
Precisaremos de uma demonstração particular do teorema de Pormanteau: que a convergência em distribuição {\displaystyle X_{n}{\xrightarrow {d}}X} é equivalente a
{\displaystyle \limsup _{n\to \infty }\operatorname {Pr} (X_{n}\in F)\leq \operatorname {Pr} (X\in F)\ {\text{para todo conjunto fechado}}\ F.}
Fixe um conjunto fechado arbitrário {\displaystyle F\subset S'}. Denote por {\displaystyle g^{-1}(F)} a pré-imagem de {\displaystyle F} sob o {\displaystyle g} mapeante: o conjunto de todos os pontos {\displaystyle x\in S} tal que {\displaystyle g(x)\in F}. Considere uma sequência {\displaystyle \{x_{k}\}} tal que {\displaystyle g(x_{k})\in F} e {\displaystyle x_{k}\rightarrow x}. Então, esta sequência repousa em {\displaystyle g^{-1}(F)} e seu ponto limite {\displaystyle x} pertence ao fechamento deste conjunto, {\displaystyle {\overline {g^{-1}(F)}}} (pela definição de fechamento. O ponto {\displaystyle x} pode ser tanto:
- um ponto de continuidade {\displaystyle g}, no caso em que {\displaystyle g(x_{k})\rightarrow g(x)} e assim {\displaystyle g(x)\in F}, porque {\displaystyle F} é um conjunto fechado, e, por isso, neste caso, {\displaystyle x} pertence à pré-imagem de {\displaystyle F}; como
- um ponto de descontinuidade de {\displaystyle g}, de modo que {\displaystyle x\in D_{g}}.

Assim, a seguinte relação se aplica:
{\displaystyle {\overline {g^{-1}(F)}}\subset g^{-1}(F)\cup D_{g}.}
Considere o evento {\displaystyle \{g(X_{n})\in F\}}. A probabilidade deste evento pode ser estimada como:
{\displaystyle \operatorname {Pr} {\big (}g(X_{n})\in F{\big )}=\operatorname {Pr} {\big (}X_{n}\in g^{-1}(F){\big )}\leq \operatorname {Pr} {\big (}X_{n}\in {\overline {g^{-1}(F)}}{\big )},}
e, pelo teorema de Portmanteau, o limite superior da última expressão menor ou igual a {\displaystyle \Pr(x\in {\overline {g^{-1}(F)}})}. Usando a fórmula que derivamos no parágrafo anterior, isto pode ser escrito como
{\displaystyle {\begin{aligned}&\operatorname {Pr} {\big (}X\in {\overline {g^{-1}(F)}}{\big )}\leq \operatorname {Pr} {\big (}X\in g^{-1}(F)\cup D_{g}{\big )}\leq \\&\operatorname {Pr} {\big (}X\in g^{-1}(F){\big )}+\operatorname {Pr} (X\in D_{g})=\operatorname {Pr} {\big (}g(X)\in F{\big )}+0.\end{aligned}}}
Ao conectar isto de volta com a expressão original, pode-se ver que:
{\displaystyle \limsup _{n\to \infty }\Pr {\big (}g(X_{n})\in F{\big )}\leq \Pr {\big (}g(X)\in F{\big )},}
que, pelo teorema de Portmanteau, implica que {\displaystyle g(X_{n})} converge a {\displaystyle g(X)} em distribuição.

### Convergência em probabilidade
Fixe um arbitrário {\displaystyle \varepsilon >0}. Então, para qualquer {\displaystyle \delta >0}, considere o conjunto {\displaystyle B_{\delta }} como:
{\displaystyle B_{\delta }={\big \{}x\in S\mid x\notin D_{g}:\ \exists y\in S:\ |x-y|<\delta ,\,|g(x)-g(y)|>\varepsilon {\big \}}.}
Este é o conjunto de pontos de continuidade {\displaystyle x} da função {\displaystyle g(\cdot )}, para o qual é possível encontrar, na interior da {\displaystyle \delta }-vizinhança de {\displaystyle x}, um ponto que mapeia fora da {\displaystyle \varepsilon }-vizinhança de {\displaystyle g(x)}. Por definição de continuidade, este conjunto encolhe conforme {\displaystyle \delta } vai a zero, de modo que {\displaystyle \lim _{\delta \to 0}B_{\delta }=\varnothing }.

Agora suponha que {\displaystyle |g(X)-g(X_{n})|>\varepsilon }. Isto implica que, pelo menos, uma das afirmações seguintes é verdadeira: ou {\displaystyle |X-X_{n}|\geq \delta }, ou {\displaystyle X\in D_{g}}, ou {\displaystyle X\in B_{\delta }}. Em termos de probabilidades, isto pode ser escrito como:
{\displaystyle \Pr {\big (}{\big |}g(X_{n})-g(X){\big |}>\varepsilon {\big )}\leq \Pr {\big (}|X_{n}-X|\geq \delta {\big )}+\Pr(X\in B_{\delta })+\Pr(X\in D_{g}).}
Do lado da mão direta, o primeiro converge a zero conforme {\displaystyle n\rightarrow \infty } para qualquer {\displaystyle \delta } fixo, pela definição de convergência em probabilidade da sequência {\displaystyle \{X_{n}\}}. O segundo termo converge a zero conforme {\displaystyle \delta \rightarrow 0}, já que o conjunto {\displaystyle B_{\delta }} encolhe a um conjunto vazio. O último termo é identicamente igual a zero pela pressuposição do teorema. Por isso, a conclusão é que:
{\displaystyle \lim _{n\to \infty }\Pr {\big (}{\big |}g(X_{n})-g(X){\big |}>\varepsilon {\big )}=0,}
o que significa que {\displaystyle g(X_{n})} converge a {\displaystyle g(X)} em probabilidade.

### Convergência quase certa
Por definição de continuidade da função {\displaystyle g(\cdot )},
{\displaystyle \lim _{n\to \infty }X_{n}(\omega )=X(\omega )\quad \Rightarrow \quad \lim _{n\to \infty }g(X_{n}(\omega ))=g(X(\omega ))}
em cada ponto {\displaystyle X(\omega )} em que {\displaystyle g(\cdot )} é contínua. Por isso,
{\displaystyle {\begin{aligned}\operatorname {Pr} {\Big (}\lim _{n\to \infty }g(X_{n})=g(X){\Big )}&\geq \operatorname {Pr} {\Big (}\lim _{n\to \infty }g(X_{n})=g(X),X\notin D_{g}{\Big )}\\&\geq \operatorname {Pr} {\Big (}\lim _{n\to \infty }X_{n}=X,X\notin D_{g}{\Big )}=1,\end{aligned}}},
porque a intersecção de dois eventos quase certos é quase certa.
Por definição, concluímos que {\displaystyle g(X_{n})} converge a {\displaystyle g(X)} quase certamente.